# Eudald Carbonell
Eudald Carbonell i Roura, né le 17 février 1953 à Ribes de Freser, en Catalogne, est un paléoanthropologue espagnol. Il est notamment l'un des coauteurs de la découverte d'Homo antecessor, sur l'un des sites de la Sierra d'Atapuerca, près de Burgos, en Espagne.

## Formation
Eudald Carbonell a étudié la géologie et l'histoire à Gérone, Barcelone et Paris. Il est titulaire d’un doctorat en géologie quaternaire de l’université Pierre-et-Marie-Curie (1986), et d'un doctorat en histoire de l’université de Barcelone (1988).

## Carrière
De 1999 à 2022, Eudald Carbonell a été titulaire de la chaire de préhistoire de l’université Rovira i Virgili, à Tarragone. De 2005 à 2015, il a en plus dirigé l'Institut catalan de paléoécologie humaine et d'évolution sociale (ca), issu de cette université.

## Travaux
En 1983, Eudald Carbonell a entamé des fouilles à l'abri Romaní.
Eudald Carbonell a été l'un des directeurs de fouilles sur les sites de la Sierra d'Atapuerca, près de Burgos. En 1994 et 1995, il codirigeait l'équipe qui découvrit les vestiges fossiles d'Homo antecessor, nouvelle espèce humaine décrite en 1997.
En 2008, il a publié la découverte d'une mandibule humaine fossile fragmentaire datée d'1,2 million d'années, trouvée en 2007 dans la Sima del Elefante, à Atapuerca.

## Distinctions
- 2000 : Prix Narcís-Monturiol de la Généralité de Catalogne
- 2009 : Premi Nacional de Pensament i Cultura Científica, attribué par la Généralité de Catalogne[3].

## Publications

### Ouvrages
- (ca) Eudald Carbonell et José María Bermúdez de Castro, Atapuerca, perduts al turó : la història humana i científica de l'equip d'investigació, Barcelone, Columna, 2004, 446 p. (ISBN 978-84-664-0498-3)
- (ca) Eudald Carbonell et Cinta Bellmunt, Los sueños de la evolución, Barcelone, La Magrana, 2003, 238 p. (ISBN 978-84-8264-450-9)
- (ca) Eudald Carbonell et Robert Sala, Encara no som humans : propostes d'humanització per al tercer mil·leni, Barcelone, Empúries, 2002, 181 p. (ISBN 978-84-7596-874-2)
- (ca) Eudald Carbonell et Robert Sala, Planeta humà, Barcelone, Empúries, 2000, 275 p. (ISBN 978-84-7596-702-8)
- (ca) Eudald Carbonell, Josep Ramos Rocarols et al., Sapiens : el llarg camí dels homínids cap a la intel·ligència, Barcelone, Edicions 62, coll. « Llibres a l'abast » (no 350), 2000, 162 p. (ISBN 978-84-297-4655-6)
- (es) Eudald Carbonell, Jordi Llompart et al., Seres y estrellas, Barcelone, Plaza & Janés, 2000, 156 p. (ISBN 978-84-01-37681-8)
- (es) Eudald Carbonell, Marina Mosquera Martínez et Michel Guilbaud, Las claves del pasado : la llave del futuro, Tarragone, Arola Editors, 2000, 199 p. (ISBN 978-84-95134-58-5)
- (es) Eudald Carbonell, José Cervera et al., Atapuerca : un millón de años de historia, Madrid, Plot Edicione, 1999, 238 p. (ISBN 978-84-86702-45-8)
- (en + fr) Eudald Carbonell et Manuel Vaquero, The Last Neandertals, the first anatomically modern humans : a tale about the human diversity, Tarragone, Universitat Rovira i Virgili, 1996, 446 p. (ISBN 978-84-88693-75-4)

### Articles
- (en) Eudald Carbonell, José María Bermúdez de Castro et al., « The first hominin of Europe », Nature, vol. 452,‎ 27 mars 2008, p. 465-469 (DOI 10.1038/nature06815, lire en ligne)
- Eudald Carbonell, Marina Mosquera, Andreu Ollé, XoséPedro Rodríguez et Mohamed Sahnouni, « Structure morphotechnique de l'industrie lithique du Pléistocène inférieur et moyen d'Atapuerca (Burgos, Espagne) », L'Anthropologie, vol. 105, no 2,‎ 2001, p. 259-280 (ISSN 0003-5521, OCLC 4922577982)
- (en) Eudald Carbonell et E. Carbonell, « Early human expansions into Eurasia : the Atapuerca evidence », Quaternary International, vol. 75, no 1,‎ 2001, p. 11-18 (ISSN 1040-6182, OCLC 4654781510)
- (es) Eudald Carbonell, « Hominidos y comportamiento complejo », Mundo Cientifico, vol. 20, no 208,‎ 2000, p. 46-51 (ISSN 0211-3058, OCLC 819839471)
- (en) Eudald Carbonell, José María Bermúdez de Castro et Juan Luis Arsuaga, « Gran Dolina site : TD6 Aurora Stratum (Burgos, Spain) », Journal of human evolution, vol. 37, no HS 3/4,‎ 1999, p. 309-700 (ISSN 0047-2484, OCLC 807151388)
- (en) Eudald Carbonell et al., « A complete human pelvis from the middle pleistocene of Spain », Nature Publishing Group, vol. 399,‎ 1999, p. 255-258 (ISSN 0028-0836, OCLC 816135840, lire en ligne, consulté le 25 août 2014)
- (en) Eudald Carbonell, « Out of Africa : the Dispersal of the Earliest Technical Systems Reconsidered », Journal of Anthropological Archaeology, vol. 18, no 2,‎ 1999, p. 119-136 (ISSN 0278-4165, OCLC 4663404197)
- (en) Eudald Carbonell et Manuel Vaquero, « Behavioral Complexity and Biocultural Change in Europe around Forty Thousand Years Ago », Journal of anthropological research, vol. 54, no 3,‎ 1998, p. 373-397 (ISSN 0091-7710, OCLC 91553336)
- (en) José María Bermúdez de Castro, Juan Luis Arsuaga, Eudald Carbonell et al., « A hominid from the Lower Pleistocene of Atapuerca, Spain : possible ancestor to Neandertals and modern humans », Science, vol. 276,‎ 1997, p. 1392-1395 (OCLC 610799858)
- (en) Eudald Carbonell et al., « Lower Pleistocene Hominids and Artifacts from Atapuerca-TD6 (Spain) », Science, vol. 269, no 5225,‎ 1995, p. 826-832 (ISSN 0036-8075, OCLC 89637125)
- (en) Eudald Carbonell et Zaida Castro-Curel, « Wood Pseudomorphs From Level I at Abric Romani, Barcelona, Spain », Journal of Field Archaeology, vol. 22, no 3,‎ 1995, p. 376-384 (ISSN 0093-4690, OCLC 4797259853)
- Eudald Carbonell, Manuel Vaquero et Santiago Giralt, « Abric Romani (Capellades, Barcelone, Espagne) : une importante séquence anthropisée au Pléistocène supérieur », Bulletin de la Société préhistorique française,‎ 1994, p. 47-55 (OCLC 732591181, lire en ligne, consulté le 25 août 2014)
- (en) Eudald Carbonell et Xosé Pedro Rodrı́guez, « Early Middle Pleistocene deposits and artefacts in the Gran Dolina site (TD4) of the 'Sierra de Atapuerca' (Burgos, Spain) », Journal of Human Evolution, vol. 26, no 4,‎ 1994, p. 291-311 (ISSN 0047-2484, OCLC 4640349399)
- Eudald Carbonell, Michel Guilbaud et Rafael Mora, « Élaboration d’un système d’analyse pour l’étude des éclats bruts de débitage », Dialektikê. Cahiers de typologie analytique,‎ 1984, p. 22-31 (ISSN 1169-0046, DOI 10.5281/zenodo.2584258, lire en ligne)